# Йозеф Венцел I (Лихтенщайн)
Йозеф Венцел I Лоренц фон Лихтенщайн (на немски: Joseph Wenzel I (Wenceslas) Lorenz von Liechtenstein; * 9 август 1696, Прага; † 10 февруари 1772, Виена) е императорски фелдмаршал и 4. княз на Лихтенщайн (1712 – 1718 и 1748 – 1772). От 1732 до 1745 г. той е опекун на 7. княз Йохан Непомук Карл, синът на Йозеф Йохан Адам.

## Живот
Той е син на императорския генерал княз Филип Еразмус (1664 – 1704, убит в Кастелнуово), херцог на Тропау и Йегерндорф, и съпругата му графиня Христина Тереза фон Льовенщайн-Вертхайм-Рошфор (1665 – 1730), вдовица на херцог Албрехт фон Саксония-Вайсенфелс († 1692), дъщеря на граф Фердинанд Карл фон Льовенщайн-Вертхайм-Рошфор (1616 – 1672) и ландграфиня Анна Мария фон Фюрстенберг-Хайлигенберг (1634 – 1705). Брат е на Емануел Антон (1700 – 1771), княз на Лихтенщайн, и Йохан Антон Хартман (1702 – 1724).
От 1716 до 1718 г. Йозеф Венцел се бие като полковник-лейтенант във войската на принц Евгений Савойски против турците и става фелдмаршал-лейтенант. Като дипломат той работи в периода 1735 – 1740 г. за император Карл VI в пруския двор в Берлин и като посланик във френския двор в Париж.
През 1739 г. той получава Орден на Златното руно. През 1739 г. е генерал на кавалерията. През 1745 г. император Франц I го прави като фелдмаршал главнокомандващ на австрийската войска в Италия. През 1753 г. той е генералкомандир в Унгария.
През 1760 г. по желание на Мария Терезия той трябва да доведе Мария-Изабела Бурбон-Пармска, годеницата на ерцхерцог Йозеф (по-късният император Йозеф II), от Парма.

## Фамилия
Йозеф Венцел I се жени на 19 април 1718 г. във Виена за братовчедката си Анна Мария Антония (* 21 октомври 1699; † 20 януари 1753), вдовица на граф Йохан Ернст фон Тун (1694 – 1717), дъщеря на княз Антон Флориан фон Лихтенщайн и графиня Елеонора Барбара Катарина фон Тун-Хоенщайн. Те имат пет деца, които умират малки:
- Филип Антон Ксавер Йозеф Освалд (1719 – 1723)
- Филип Антон (1720 – 1723)
- Филип Ернст (1722 – 1723)
- Мария Елизабет († млада)
- Мария Александра († млада)